# Russian Bears Motorsport
Russian Bears Motorsport — российская автогоночная команда, базировавшаяся в Москве. После реформирования стала именоваться SMP Racing.

## История
Russian Bears Motorsport была основана в марте 2007 года и начала с участия BMW 320is в голландском серии Dutch Supercar Challenge с пилотами Виктором Шаповаловым (который стал руководителем команды), Львом Фридманом, Евгением Зеленовым и Олегом Петриковым. Затем Шаповалов, Фридман и Зеленов дебютировали в WTCC на BMW на трассе Circuit Park Zandvoort, а Шаповалов и Фридман также участвовали в следующем этапе на трассе Circuit de Valencia.
Команда перешла в WTCC и использовала автомобиль Lada 110 в 2008 году, а голландский гонщик Яап ван Лаген присоединился к Шаповалову в качестве пилота. Кроме того, на заключительные четыре этапа к команде на третьей машине присоединился Кирилл Ладыгин.
В 2009 году Russian Bears Motorsport заручилась заводской поддержкой от Lada Sport, благодаря чему Lada стала четвёртым производителем в чемпионате мира наряду с SEAT, BMW и Chevrolet. Позже Шаповалов перестал выходить на старт в качестве гонщика, и сосредоточился на управлении командой.
В 2011 году команда участвовала в новом турнире European Production Series с Кириллом Ладыгиным и Вячеславом Малеевым за рулём двух SEAT Leon, и в российском монокубке Lada Granta Cup за рулем двух машин. Ладыгин стал победителем сезона.
В 2012 году компания Russian Bears Motorsport начала участие в Европейском чемпионате FIA GT3, где Кирилл Ладыгин и Вячеслав Малеев управляли Ferrari 458 GT3 Italia.
В 2013 году компания Russian Bears Motorsport переименовалась в SMP Racing и дебютировала в гонках International GT Open.